# Gandaca butyrosa
Gandaca butyrosa är en fjärilsart som först beskrevs av Butler 1875.  Gandaca butyrosa ingår i släktet Gandaca och familjen vitfjärilar. Inga underarter finns listade i Catalogue of Life.